# Playboy Enterprises
Playboy Enterprises, Inc., organisée en tant que New Playboy, Inc., est une entreprise américaine fondée par Hugh Hefner afin de manager le magazine Playboy.  L'entreprise a été fondée en 1953 en tant que HMH Publishing Co., Inc. dans le but de publier le magazine Playboy.
Le siège social de Playboy Enterprises était situé à Chicago jusqu'en 2009, avant de déménager à Beverly Hills en Californie.
L'entreprise a également développé dans le monde des bars et boîtes de nuit, les Playboy Clubs (en) employant les Playboy Bunnies.